# Troglohyphantes albicaudatus
Troglohyphantes albicaudatus är en spindelart som beskrevs av Robert Bosmans 2006. Troglohyphantes albicaudatus ingår i släktet Troglohyphantes och familjen täckvävarspindlar.
Artens utbredningsområde är Algeriet. Inga underarter finns listade i Catalogue of Life.